# Славиша Жунгул
Славиша Стив Жунгул (Пожаревац, 28. јул 1954) бивши је југословенски фудбалер.

## Каријера
Фудбалску каријеру је почео у редовима сплитског Хајдука, за који је одиграо укупно 303 утакмице и постигао 176 голова. Играо је у нападу као десно крило где је исказао брзину и пробојност. Са Хајдуком је три пута био државни првак, а четири пута победник купа. 
Након Хајдука отишао је у Сједињене Државе и играо мали фудбал за Њујорк ароусе. Након тога је играо за још неколико клубова. Живи у Калифорнији, има двоје деце.

## Репрезентација
За A репрезентацију Југославије је одиграо 14 утакмица.  Учествовао је на Европском првенству 1976. године које је одржано у Југославији.